# L'Amant magnifique
Pour plus de détails, voir Fiche technique et Distribution.
L'amant magnifique est un film français réalisé par Aline Issermann, sorti en 1986.
Il tente à travers un filtre panthéiste de montrer l'amour à travers le rapport des hommes avec la nature. 

## Synopsis
Viviane et Antoine ont vécu une vraie histoire d'amour mais en 3 ans ils ont appris aussi à trop se connaître. Lorsque Viviane rencontre Vincent et croise son regard, elle connait à nouveau l'amour.

## Fiche technique
- Titre : L'amant magnifique
- Réalisation : Aline Issermann, Robert Kechichian comme assistant
- Scénario : Aline Issermann et Michel Dufresne
- Images : Dominique Le Rigoleur
- Montage : Dominique Auvray
- Son : François de Morant
- Décors : Danka Semenovicz
- Musique : Reno Isaac
- Production : GPFI, Soprofilms, Ministère de la Culture.
- Durée : 100 minutes
- Date de sortie :
  - France : 11 juin 1986 à Paris.

## Distribution
- Isabel Otero : Viviane
- Hippolyte Girardot : Vincent
- Robin Renucci : Antoine
- Michel Fortin : le père de Lise
- Didier Agostini : Luc
- Daniel Jégou : Marc
- Ana Azevedo : Lise
- Corinne Cosson : La cavalière
- Anne Marbeau : La mère de Lise (as Anne Marbeau-Laborey)
- Patrick Pérez : Le contrôleur SNCF

## Production
Le tournage a été presque entièrement effectué au Portugal.